# Takami Itō
Takami Itō (jap. 伊藤 たかみ, Itō Takami; * 5. April 1971 in Kōbe) ist ein japanischer Schriftsteller.
Itō studierte Politik- und Wirtschaftswissenschaften an der Waseda-Universität. Für seinen Debütroman Joshuseki nite, guruguru - dansu o odotte erhielt er 1995 den Preis der Zeitschrift Bungei. Sein Buch Mika! wurde 2000 mit einem Kinderbuchpreis ausgezeichnet.  Im Jahr 2006 erhielt Itō zwei Preise: den Jōji-Hirata-Literaturpreis für Gibson und den Akutagawa-Preis für Hachigatsu no rojō ni suteru. Itō ist mit der Schriftstellerin Kakuta Mitsuyo verheiratet und lebt in Tokio.

## Quelle
- Eidgenössische Technische Hochschule Zürich - E-Learning-Baukasten - Itō Takami
- Universität Frankfurt - Fachbereich Japanologie: Kakuta Mitsuyo: Ein literarisches Psychogramm der japanischen Freeter-Kultur - Das Debutwerk „Glückliche Spiele“

| Personendaten    | Personendaten              |
| ---------------- | -------------------------- |
| NAME             | Itō, Takami                |
| ALTERNATIVNAMEN  | 伊藤たかみ (japanisch)     |
| KURZBESCHREIBUNG | japanischer Schriftsteller |
| GEBURTSDATUM     | 5. April 1971              |
| GEBURTSORT       | Kōbe                       |